# Estación y sitio arqueológico de Yenikapı
La estación y el sitio arqueológico de Yenikapı se refiere a una futura estación ferroviaria de Estambul (Turquía) y al yacimiento arqueológico descubierto en 2005 durante la construcción de ésta. Las excavaciones en el puerto bizantino (Portus Eleutherius o Portus Theodosiacus) se convirtieron en una de las mayores investigaciones en Europa por el tamaño y el número de naufragios encontrados desde el descubrimiento inicial. El puerto comercial, en uso entre los siglos V y X, fue como tal una alternativa a las tradicionales instalaciones situadas a lo largo de la entrada del Cuerno de Oro.
Cerca de la estación, está prevista la construcción de un museo para acoger las obras descubiertas.

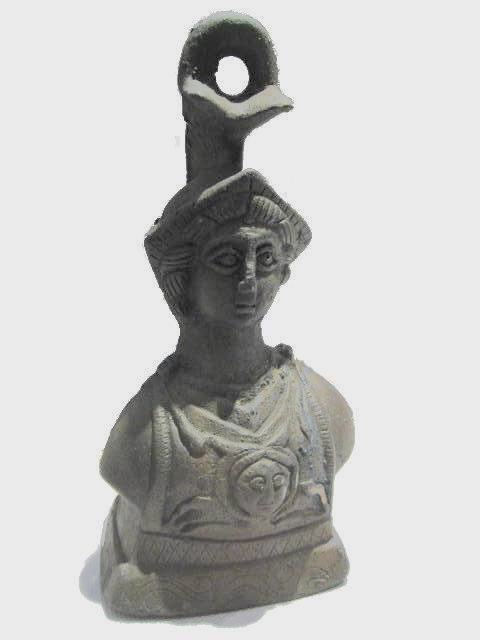
Pieza descubierta durante la excavación.

## Yacimiento arqueológico
Durante la excavación arqueológica se han ampliado los conocimientos sobre la historia de Estambul, que se remonta a 8500 años, más lejos de lo que se creía anteriormente.
Fueron descubiertos esqueletos de 8000 años y con el avance de las excavaciones han sido desenterradas más tumbas. Éstas revelan que los primeros asentamientos en Estambul se remontan a la Edad de Piedra. Los esqueletos fueron encontrados en cuatro tumbas prehistóricas.
Además de esqueletos, las excavaciones han sacado a la luz 32 barcos hundidos, que datan de los siglos VII y XI. Los barcos hundidos se han conservado en la Universidad de Estambul y el Instituto de Investigación Submarina de Bodrum.
También se hallaron durante las excavaciones restos de muros, que ahora se consideran como las primeras murallas de la ciudad de Estambul.
Cerca de 500 piezas descubiertas durante la excavación fueron exhibidas en el Museo arqueológico de Estambul.

## Estación
Yenikapı es también el sitio de la futura terminal de tránsito rápido en masa, cuya construcción se ha retrasado por las excavaciones en curso. Una vez concluida, la nueva terminal de Yenkapi ofrecerá intercambio entre la línea de metro ligero que conecta al aeropuerto, el Metro de Estambul y Marmaray, el nuevo enlace ferroviario que conecta las zonas asiática y europea de la ciudad a través de un nuevo túnel bajo el Bósforo.